# 銀長腳蛛
銀長腳蛛（学名：Tetragnatha gracilis）为長腳蛛科長腳蛛屬下的一个种。其种加词来源于拉丁文“gracilis”，意为“细长的”。